# مشبک‌‌کار

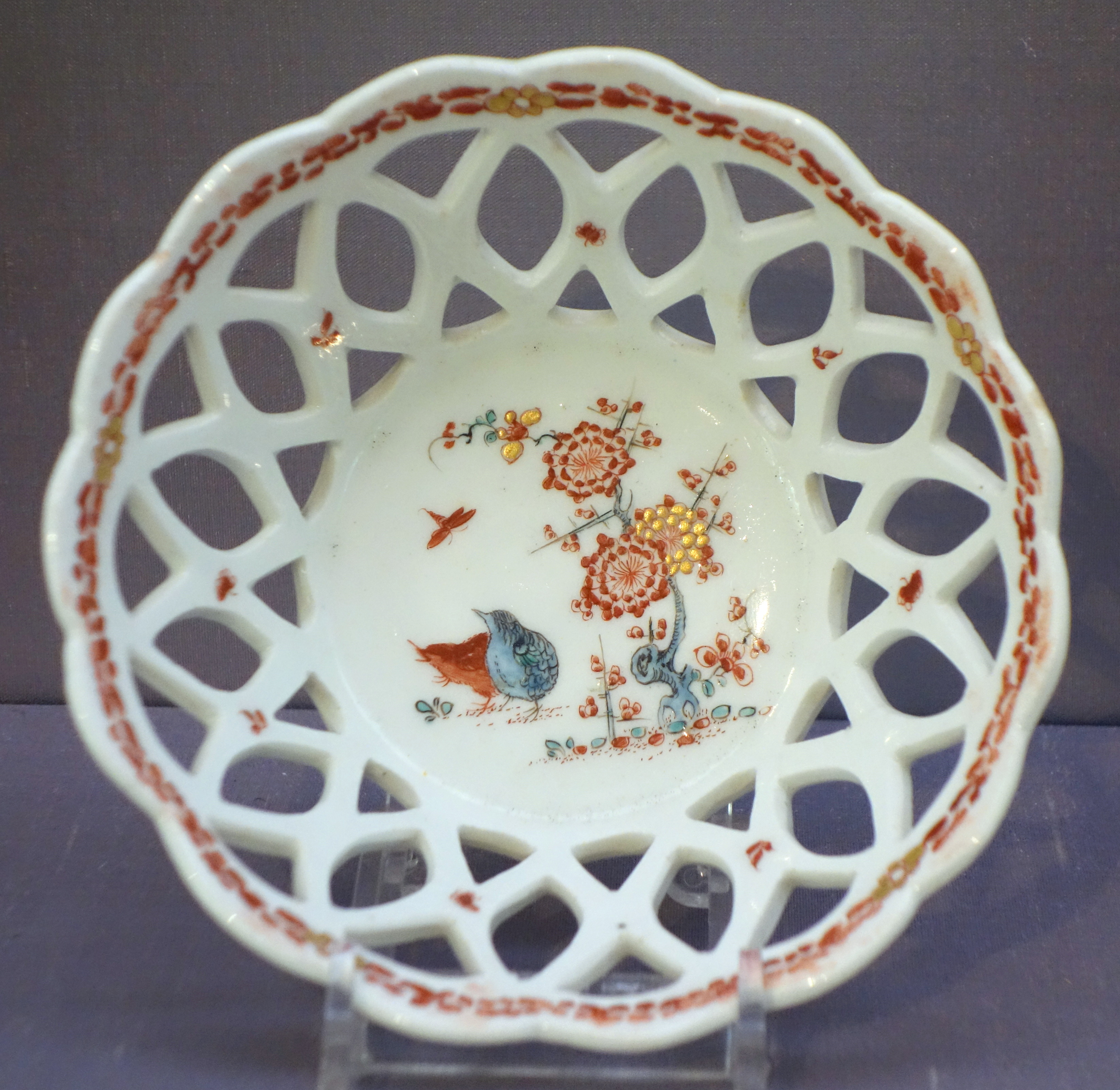
سبد مشبک‌کار، چینی‌آلات کمان انگلیسی، حدود ۱۷۵۵–۱۷۵۴ میلادی

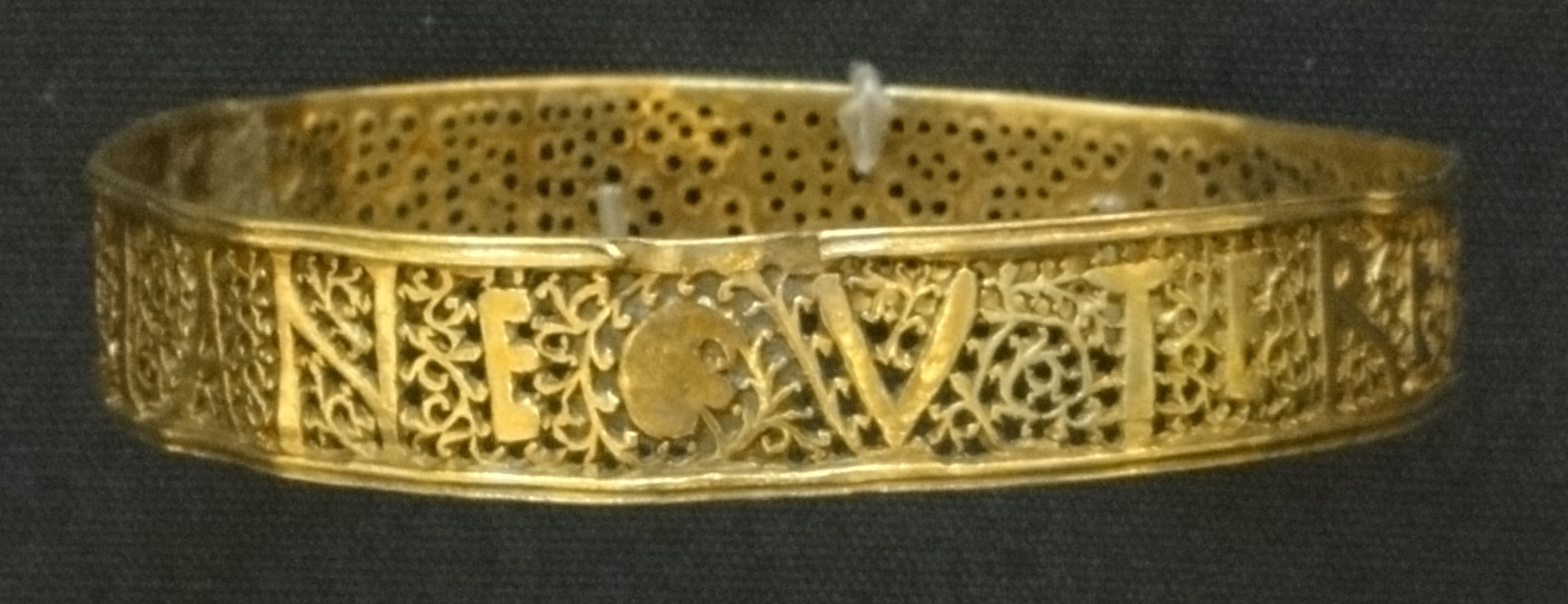
دستبند طلای روم باستان از گنجینهٔ هاکسن، کلمهٔ ژولیان در مشبک‌کار اثر میان‌تراش نوشته شده‌ است.

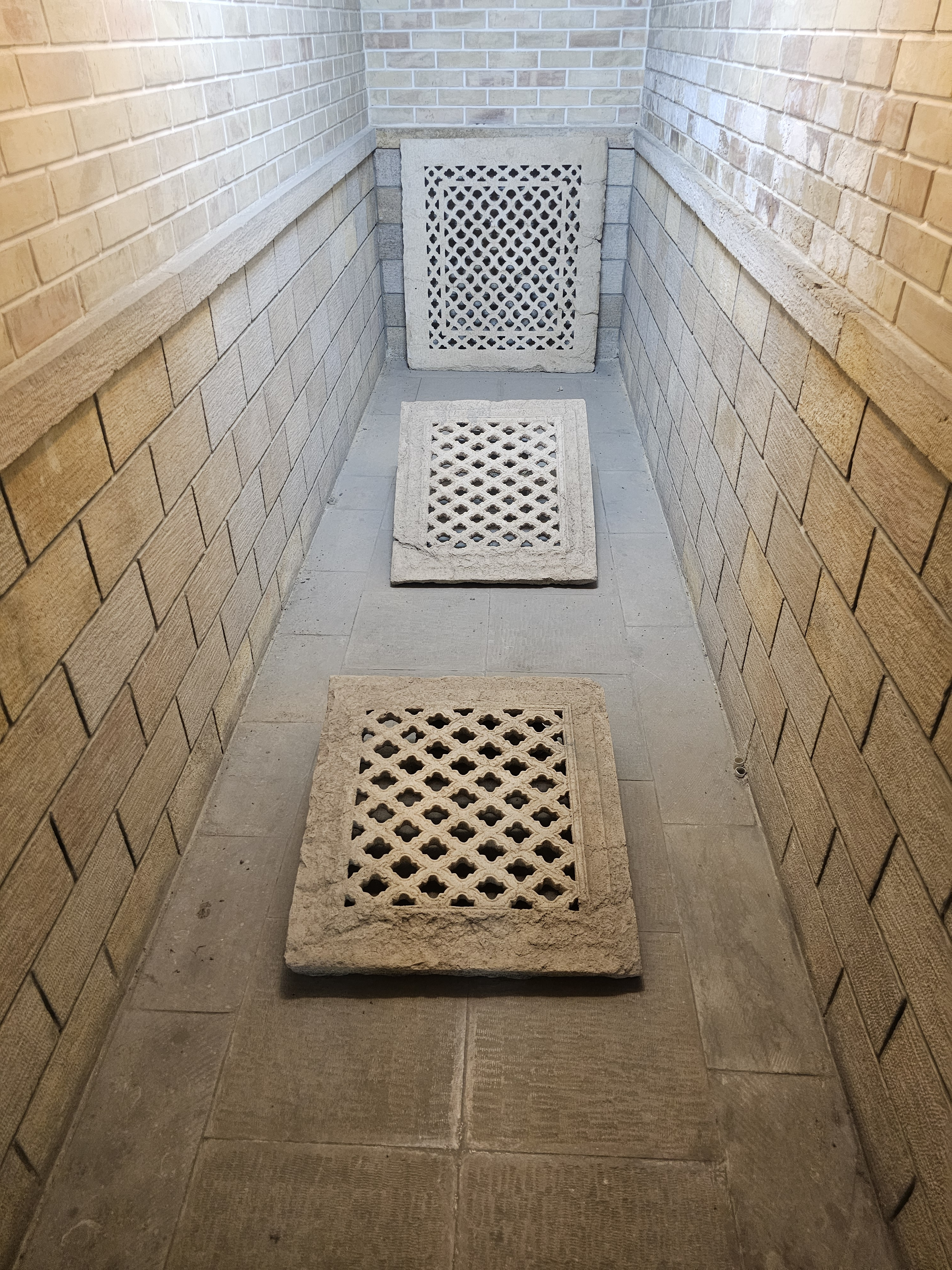
پنجره‌های مشبک سنگ (موزه نارنجستان قوام)

مشبک‌‌کار یا مشبک-کار (به انگلیسی: Openwork) اصطلاحی است در تاریخ هنر، معماری و رشته‌های مرتبط، که به هر تکنیکی گفته می‌شود که با ایجاد سوراخ‌ها، حفره‌ها یا شکاف‌هایی که مستقیماً از مواد جامد مانند فلز، چوب، سنگ، سفال، پارچه، چرم یا عاج می‌گذرد و تزئینات و اجسام دکوراتیو ایجاد می‌کند. چنین تکنیک‌هایی به‌طور گسترده در فرهنگ‌های متعددی استفاده شده‌اند.
این اصطلاح نسبتاً انعطاف‌پذیر است و هم برای تکنیک‌های افزودنی که طراحی را ایجاد می‌کنند، مانند بیشتر عناصر بزرگ در معماری، و هم برای آن‌هایی که یک مادۀ ساده را می‌گیرند و برش‌ها یا سوراخ‌هایی در آن ایجاد می‌کنند، استفاده می‌شود. به همان اندازه تکنیک‌هایی مانند ریخته‌گری با استفاده از قالب‌سازی که کل طرح را در یک مرحله ایجاد می‌کنند، نیز در مشبک‌کار رایج هستند. اگرچه بسیاری از آثار مشبک‌کار به تأثیر آن بر روی بیننده که مستقیماً از طریق جسم می‌توانند آنسوی دیگر را ببینند، متکی است ولی گاهی برخی از قطعات، مواد متفاوتی را در پشت روکش به عنوان پس‌زمینه قرار می‌دهند.